# Freier Fall
Freier Fall (en alemany caiguda lliure) és una pel·lícula alemanya de drama romàntic, dirigida per Stephan Lacant. És protagonitzada per Hanno Koffler, Max Riemelt i Katharina Schüttler. El guió va ser escrit per Lacant i Karsten Dahlem. Va ser estrenada al Festival Internacional de Cinema de Berlín el 23 de maig de 2013.
El rodatge va començar a Ludwigsburg, Alemanya, en l'estiu de 2012. Freier Fall ha estat comparada amb Brokeback Mountain i va rebre bones crítiques després de la seva estrena al 63è Festival Internacional de Cinema de Berlín el 8 de febrer de 2013 i al Festival de Cinema Frameline als Estats Units el 21 de juny de 2013. [1] La banda sonora original de la pel·lícula escrita pel duo musical Dürbeck & Dohmen va ser llançada digitalment en línia per MovieScore Mitjana per a coincidir amb l'estrena de la pel·lícula el 23 de maig de 2013. Va fer una taquilla bruta de 599,721 dòlars.

## Argument
Marc Borgman (Hanno Koffler) és un jove agent de policia que està en un curs d'entrenament per ingressar a la unitat de control de disturbis. Viu amb Bettina (Katharina Schüttler), que està embarassada i amb la qual en aparença manté una genuïna relació d'amor i comprensió. A Marc no li està anant bé a l'acadèmia, queda en l'últim lloc del seu grup en termes atlètics, a més de que no es porta bé amb el seu company d'habitació, Kay Engel (Max Riemelt). Durant els exercicis, fins i tot arriben a confrontar-se físicament, però després Marc es disculpa per la seva agressivitat i amb el pas dels dies diverses situacions fan que una relació es vagi desenvolupant entre ells. Tots dos comencen a córrer junts regularment, però en una oportunitat Kay pren per la força a Marc per besar-lo. Confós i dubitatiu, Marc inicialment el rebutja i manté la seva distància, però després reconeix la seva atracció en continuar amb les seves trobades íntimes amb Kay.
Simultàniament, Bettina i Marc s'han mudat a una nova casa pròxima als pares d'ell. Els problemes apareixen quan la doble vida que porta Marc comença a generar-li efectes psicològics, veu en perill la seva estabilitat familiar i la seva carrera professional per tenir sentiments cap a Kay. A poc a poc s'adonarà de com una cosa tan espontània es converteix en un sentiment molt més fort, fins i tot més fort que el seu sentiment cap a Bettina.

## Repartiment
- Hanno Koffler com Marc Borgmann.
- Max Riemelt com Kay Engel.
- Katharina Schüttler com Bettina Bischoff.
- Oliver Bröcker com Frank Richter.
- Stephanie Schönfeld com Claudia Richter.
- Britta Hammelstein com Britt Rebmann.
- Shenja Lacher com Gregor Limpinski.
- Maren Kroymann com Inge Borgmann.
- Luis Lamprecht com Wolfgang Borgmann.
- Vilmar Bieri com Lothar Bischoff.
- Attila Borlan com Werner Brandt.
- Horst Krebs com Bernd Eiden.
- Samuel Schnepf com Benno Borgmann.
- Barbara Bernt com Ärztin.

## Seqüela
El 19 de maig de 2015, Max Riemelt va confirmar que s'estava planejant una possible seqüela de Freier Fall. A la fi de 2016, es va llançar el lloc web freefall2.com per a informar l'audiència sobre la concepció d'una possible seqüela. Els productors independents de Kurhaus Productions estan planejant produir una seqüela de Freier Fall 2 amb el mateix repartiment principal i Stephan Lacant com a director. El pressupost projectat de tres milions d'euros es finançarà mitjançant micromecenatge. La campanya va començar el 19 de març de 2017 a Indiegogo.

## Premis i nominacions
- 2013: Va guanyar la millor pel·lícula durant el Philadelphia QFest 2013 (Stephan Lacant i Kurhaus Production)
- 2013: Premi al millor director per Stephan Lacant durant el Schwerin Art of Film Festival 2013
- 2013: Va guanyar el millor director i productor per a Hanno Koffler i Max Riemelt durant el Günter-Rohrbach-Filmpreis 2013[5]
- 2013: Nominació a MFG Star Baden-Baden per Stephan Lacant i Kurhaus Production durant el TV Film Festival de Baden-Baden
- 2013: Nominació a la millor pel·lícula i als premis del jurat durant la Berlinale de 2013
- 2014: Nominació al millor actor en un paper secundari per Hanno Koffler durant el Deutscher Filmpreis 2014